# Nikolái Rubinstein
Nikolái Grigórievich Rubinstéin (en ruso: Николай Григорьевич Рубинштейн; Moscú, 2 de junio de 1835-París, 23 de marzo de 1881) fue un pianista y compositor ruso. Era el hermano más pequeño de Antón Rubinstein y amigo íntimo de Piotr Ilich Chaikovski.

## Biografía
Hijo de padres judíos residentes en Moscú. Al nacer, su padre acababa de abrir una pequeña factoría. Inició sus estudios de piano con su madre, y después continuó con el maestro Aleksandr Villoine, como así también su hermano. En la década de 1840, Nikolái y Antón fueron enviados a Berlín por su madre, donde estudiaron con el maestro Siegfried Dehn y atrajeron el interés y el apoyo de Felix Mendelssohn y Giacomo Meyerbeer. Se encargó de la fundación del Conservatorio de Moscú, que fue inaugurado el 1 de septiembre de 1866, en donde también fue su director.
Está considerado como uno de los mejores pianistas de su época, a pesar de que actualmente su reputación ha quedado en un segundo plano, detrás de la de su hermano. Aun así, su estilo como pianista era bastante diferente al de Antón. Nikolái optó pronto por un contenido clasicista, más en la línea de los valores musicales de Clara Schumann que en la del atrevido romanticismo de Franz Liszt. Mientras ocupaba la dirección del Conservatorio, Nikolái persuadió a Piotr Ilich Chaikovski para que escribiera para él el célebre Concierto para piano n° 1. De acuerdo con la correspondencia de Chaikovski, Rubinstéin se mostró disgustado con la obra y manifestó que sólo la interpretaría si Chaikovski la sometía a una revisión. Este se negó, y la obra fue estrenada por Hans von Bülow. No obstante, Chaikovski compuso su Trío con piano en la menor a la memoria de Rubinstéin, después de la muerte de este. Nikolái Rubinstéin también se dedicó a la composición. Entre sus obras más populares hace falta mencionar su Tarantella en sol menor y su Fantasía sobre un tema de Schumann, ambas para piano.

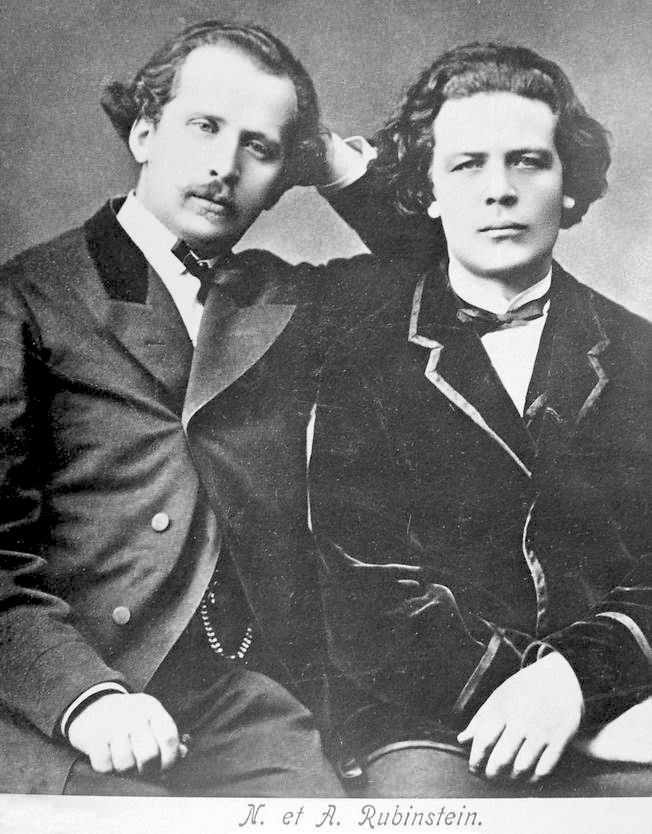
Nikolái (izda.) y Antón Rubinstein.

- Datos: Q311791
- Multimedia: Nikolai Rubinstein / Q311791